# Everhard Rubenow
Everhard Rubenow († 1379) war Bürgermeister von Greifswald.

## Leben
Everhard Rubenow war der Sohn des gleichnamigen Greifswalder Ratsherrn († 1312). Er studierte zusammen mit seinem Bruder Johannes, der Geistlicher wurde, und erwarb den Grad eines Magisters. Er vertrat die Stadt Greifswald sowie auswärtige Parteien als rechtsgelehrter Beistand. So wurde er 1336 im Prozess der Stadt Stralsund gegen den Pfarrer Heinrich von Bülow nach Wismar geladen. In einem Streit zwischen dem Hamburger Stadtrat und dem Domkapitel gab er ein Gutachten über die in Greifswald bestehende Rechtslage ab. Zusammen mit seinem Bruder und anderen Geistlichen vermittelte er 1340 die Übertragung des Boltenhäger Teiches und daran angrenzender Güter vom Kloster Eldena an die Stadt Greifswald. In den Verhandlungen wurde er teils als Gelehrter (clericus) und Magister, teils als Schiedsrichter (arbitror) bezeichnet.
Bei seiner Tätigkeit erwarb er großen Reichtum, der sich in städtischem und ländlichem Grundbesitz manifestierte. 1349 wurde er erstmals als Mitglied des Rates genannt. Bereits 1351 wurde er zum Bürgermeister gewählt. In den ersten Jahren als Ratsherr und Bürgermeister war Vorpommern von der Pest betroffen. Ab 1351 kam es zum offenen Ausbruch des Zweiten Rügischen Erbfolgekrieges.
Während des Ersten Waldemarkriegs mit Dänemark berief die Hanse am 1. August und 7. September 1361 beratende Versammlungen nach Greifswald ein. Rubenow leitete zusammen mit den beiden anderen Bürgermeistern Heinrich von Lübeck und Nikolaus Westphal die Verhandlungen. Es kam zu einem Bündnis mit Schweden und Norwegen. Außerdem stellten Greifswald und Stralsund zusammen zwölf Schiffe und 600 Bewaffnete. Nach der Niederlage im Seekrieg und dem Verlust der hansischen Flotte 1362 bei Helsingborg fanden die Waffenstillstands- und Friedensverhandlungen wiederum in Greifswald statt. Die Verhandlungen blieben jedoch erfolglos. Erst Verhandlungen in Stralsund 1364, an denen Everhard Rubenow als Vertreter Greifswalds teilnahm, führten am 21. Juni 1364 zu einem Waffenstillstand. 
In dieser Zeit erwarb die Stadt von den verschuldeten Adelsfamilien Gristow und Dotenberg umfangreichen Grundbesitz. Zugleich schloss sie sich näher mit den benachbarten Hansestädten Stralsund, Anklam und Demmin zusammen, mit denen gemeinsame Gesetze aufgestellt wurden. Die bürgerlichen Verhältnisse in der Stadt wurden durch die Anlage von Erbe- und Rentenbüchern neu geordnet.
Ende der 1360er Jahre nahm Everhard Rubenow zusammen mit Siegfried von Lübeck und Heinrich Schupplenberg an den Verhandlungen der Hanse teil, in deren Folge die Hanse im Bündnis mit Schweden Dänemark erneut den Krieg erklärte. Im Zweiten Waldemarkrieg blieb die Hanse siegreich. Rubenow nahm 1370 an den Verhandlungen zum Frieden von Stralsund von Stralsund teil, mit denen der Krieg endete.
Everhard Rubenow hatte mit seiner Frau Gheseke mehrere Töchter und zwei Söhne, von denen Heinrich Rubenow († 1419) ebenfalls Bürgermeister wurde.